# 埃托雷·格利奥齊
埃托雷·格利奥齊（義大利語：Ettore Gliozzi；1995年9月23日—）是一位意大利足球運動員。在場上的位置是前鋒。現效力於意大利足球乙级联赛球隊摩德納。